# Михайло Ковачевич
Михайло В. Ковачевич на сръбски: Михаило В. Ковачевић или Mihajlo V. Kovačević) е сръбски офицер, бригаден генерал от пехотата на Югославската кралска армия.

## Биография
Михайло Ковачевич е роден на 14 юни 1878 година в Рибница, Валевско, в семейството на учителя Владо Ковачевич. Завършва с 29-и випуск Нисшата школа на Военната академия.
Започва работа като преподавател в Нисшата школа на Военната академия. На 11 април става помощник на класния командир на Военната академия. На 25 август 1908 година е командир на 1 рота на 1 батальон на 19 пехотен полк, I призив. От април 1913 година е командир на 1 батальон на 8 пехотен полк, II призив. От 17 октомври 1913 година служи в щаба на Шумадийската дивизионна област. През юли 1914 година става командир на 1 батальон на Брегалнишкия пехотен полк, а по-късно същата година оглавява батальон в 10 пехотен полк, I призив. В 1916 година е помощник-командир на 1 пехотен полк и помощник-командир на 12 пехотен полк. От 11 май до 23 декември 1918 година е началник на 2 пехотен полк, известен като Железния полк. На 20 април получава командата на 21 пехотен полк. По-късно служи в щаба на Брегалнишката дивизионна област и е началник на Брегалнишката пехотна бригада. На 1 декември 1925 година е произведен в чин бригаден генерал. Участва в ръководството на Сдружението против българските бандити.
Михайло Ковачевич е убит от тройка на ВМРО в състав Ипократ Развигоров, Илия Лилинков и Благой Кралев към 18:40 часа на 5 октомври 1927 година в Щип. На 8 октомври Кралев е заловен край Калаузлия и издава на властите преките си съучастници. Развигоров и Лилинков успяват да се оттеглят нагоре в Плачковица, но са обкръжени от значителни жандармерийски части и на 10 октомври се самоубиват, за да не бъдат заловени.
След атентата във Вардарска Македония е въведено военно положение и властите предприемат репресии срещу българите в Македония. Убити са братът на Ипократ Развигоров, бащата на Илия Лилинков, бащата и братът на Иван Михайлов. До средата на март 1928 година, когато е убит и Велимир Прелич, са извършени още убийства (само в Щипско до края на март са убити 143 души) и арести, а някои села са изгорени. В тези акции главна роля има бригаден генерал Драгиша Ковачевич, командир на Брегалнишката пехотна бригада.
Восъчна фигура на Михайло Ковачевич е поставена в Музея на македонската борба в Скопие.

## Военни звания
- Подпоручик (1899)
- Поручик (1902)
- Капитан (1906)
- Майор (14 януари 1913)
- Полковник (1920)
- Бригаден генерал (1 декември 1925).[1]